# Universalia
Universalia byla společností českých hermetiků. Založena nejprve jako Volné sdružení pracovníků okkultních roku 1920. Volné sdružení bylo vedeno Pierrem de Lasenicem a poté jej vedl Karel Mach. 24. června 1927 bylo ustanoveno členy kroužku volné sdružení Universalia. Jeho prvním předsedou se stal Josef Štěpán Kmínek, následně Jan Řebík, poté tuto funkci převzal Jan Kefer. Další z iniciátorů, Otokar Griese, již roku 1907 založil Svobodnou školu věd hermetických, která působila - později v rámci Universalie - do roku 1936.
Universalia prováděla v období 1. republiky bohatou ediční činnost. Jejím prostřednictvím byla vydáno množství hermetické literatury a díla Eliphase Léviho, Paracelsa, Petra z Abana, také díla členů a několik grimoárů. Největším vydavatelským podnikem byla Encyklopedie okultismu, filosofie a mythologie, která však nebyla nikdy dokončena. Kromě vydavatelské činnosti byla Universalia aktivní i v oblasti přednášek. Dne 9. června 1941, kdy byl zatčen gestapem Dr. Jan Kefer, byla společnost německou policií zrušena.
Roku 1990 byla Universalia obnovena a jejím předsedou se stal Milan Nakonečný. Zahrnovala tehdy široké spektrum různých proudů hermetismu, představované významnými osobnostmi jako byli B. Janeš, L. Moučka, P. Turnovský, M. Mrskoš, V. Zadrobílek a další. Roku 1998 společnost změnila název na Univerzalia a pokračuje v činnosti. Změna byla zanesena ve veřejném rejstříku, kde lze dohledat doklad o kontinuitě činnosti od roku 1990.

## Známí členové
- Jan Kefer
- Pierre de Lasenic
- Oldřich Eliáš
- František Kabelák
- Karel Weinfurter
- Jiří Arvéd Smíchovský
- Josef Šimánek
- Jiří Ludikar
- Jan Řebík
- Josef Štěpán Kmínek
- Jiří Karásek ze Lvovic
- Emanuel Lešehrad
- Vojtěch Evžen Kempfer
- Ladislav Běhounek
- Felix Achille de la Cámara
- Karel Pavel Dražďák
- Miloš Maixner
- Theophanus Abba
- Odon Kopp
- Julius Nestler
- Emanuel Hauner
- Jiří Wowk
- Ladislav Klíma